# Astragalus dombeyi
Astragalus dombeyi är en ärtväxtart som beskrevs av Fisch.. Astragalus dombeyi ingår i släktet vedlar, och familjen ärtväxter. Inga underarter finns listade i Catalogue of Life.